# Минскинжпроект
Коммунальное проектно-изыскательское унитарное предприятие «Минскинжпроект», сокращенное название УП «Минскинжпроект» — государственное унитарное предприятие, проводит геодезические и геологические изыскания, проектирует сети водо-, тепло-, газо-, энергоснабжения, канализации, телефонизации, электротранспорта, городских дорог и инженерных сооружений.

## История
УП «Минскинжпроект» было создано в период бурного развития белорусской столицы, когда численность населения города Минска перешагнула миллионную отметку и возникла острая необходимость создания специализированной проектной организации, регулирующей процесс развития инженерной инфраструктуры города. По предложению Минского городского исполнительного комитета, постановлением Совета Министров БССР № 349 от 12 декабря 1974 года, на базе инженерных отделов института «Минскпроект» был создан государственный проектный институт «Минскинжпроект».

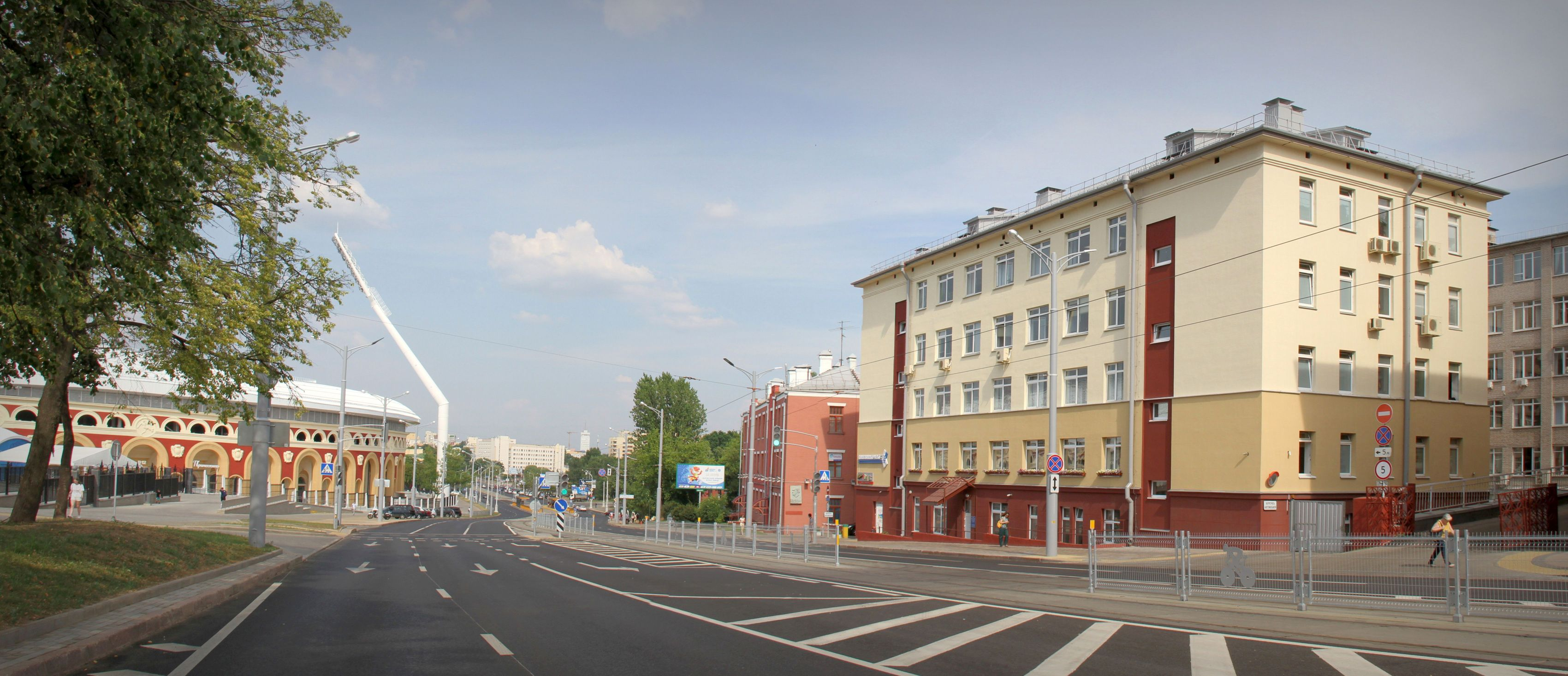
Здание УП «Минскинжпроект» по адресу ул. Ульяновская, 31

В апреле 2020 г. УП «Минскинжпроект» присуждена премия правительства Республики Беларусь за достижения в области качества 2019 года.
Премия присуждена за достижение значительных результатов в области качества и конкурентоспособности производимой продукции, оказываемых услуг или выполняемых работ, внедрение инновационных технологий и современных методов менеджмента. УП «Минскинжпроект» присвоено право использования эмблемы премии в маркировке продукции, документации, рекламных материалах.

Логотип Премии "Качество" правительства РБ

## Структура предприятия
Подразделения:
- Архитектурно-строительный отдел
- Дорожный отдел
- Инженерно-геодезический отдел
- Отдел водопровода и канализации
- Отдел озеленения и экологии
- Отдел теплогазоснабжения
- Электротехнический отдел

Дочерние предприятия:
- УП «Габарит» проводит геодезические исследования и инженерно-геодезические разбивочные работы

## Значимые проекты
Предприятие подготовило проектную документацию для строительства минского метрополитена, минской кольцевой автомобильной дороги, дороги в национальный аэропорт, самого значительного в стране природоохранного сооружения - городской станции аэрации, а также первый и единственный в СССР слаломный канал. «Минскинжпроект» продолжает играть ключевую роль в развитии инфраструктуры города, принимая участие в создании третьей линии метро, строительстве и реконструкции дорог, формировании водно-зелёной системы города, ливневой канализации, спортивно-рекреационных и прочих объектов.

## Награды
- Премия Правительства Республики Беларусь за достижения в области качества 2024 года[8].
- Премия Правительства Республики Беларусь за достижения в области качества 2019 года[9].
- Почетный диплом в номинации «Объект года» конкурса «На лучшее достижение в строительной отрасли в Республике Беларусь за 2016 год» с объектом «Транспортная развязка на пересечении пр. Независимости с ул. Филимонова в Первомайском районе г. Минска»[10].
- Диплом в номинации «Объект года" в категории «Реконструкция» за 2014 год[11].
- Почётный диплом в номинации «Объект года» в категории «Реконструкция» за 2013 год[12].
- Почетный диплом «Объект года» конкурса «На лучшее достижение в строительной отрасли Республики Беларусь за 2012» в категории «Реконструкция»[13].
- Почётный диплом конкурса «На лучшее достижение в строительной отрасли за 2008 год» в категории «Проектные организации»[14].